# Nunapitchuk
Nunapitchuk (en Yup'ik Nunapicuar) és una ciutat de l'àrea censal de Bethel de l'estat d'Alaska, als Estats Units, que té 496 habitants segons dades del cens dels Estats Units del 2010.

## Geografia
Segons l'Oficina del Cens dels Estats Units Nunapitchuk té una superfície total de 21,9 km², dels quals 19,31 km² corresponen a terra ferma i (11,82%) 2,59 km² d'aigua.
Nunapitchuk està situada al delta del Yukon-Kuskokwim, al damunt d'un paisatge de tundra pantanosa. No hi ha carreteres per arribar-hi ni dins la ciutat i els edificis estan connectats per una xarxa de passarel·les. La vila sols és accessible en petits avions, vaixells i aerolliscadors, sempre i qual el temps ho permet.
Una sola botiga, propietat de l'Alaska Native Corporation, abasteix de comestibles i combustibles a la població. La pesca i caça de subsistència són pràctica habitual entre la població.

## Demografia
Segons el cens del 2010, hi havia 496 persones vivint a Nunapitchuk. La densitat de població era de 22,65 hab./km². Dels 496 habitants, Nunapitchuk estava comost pel 2,42% de blancs, el 95,77% eren amerindis i l'1,81% pertanyien a dues o més races.
Hi havia 105 cases, de les quals el 67,6% tenien nens de menys de 18 anys que vivien amb ells, el 67,6% eren parelles casades que vivien juntes, l'11,4% tenien un cap de família format sols per una dona soltera i el 12,4% eren unitats no familiars. El 10,5% de les cases estaven formades per un sol individu i en l'1,9% hi vivia alguna persona major de 65 anys. La mitjana d'habitants per habitatge era de 4,44 i el nombre mitjà de la família era de 4,88 persones.
La distribució per edats de la població mostra un 41,8% menors de 18 anys, un 10,3% entre 18 i 24, un 27,7% entre 25 i 44, un 15,7% entre 45 i 64, i sols un 4,5% eren majors de 65 anys. La mitjana d'edat era de 23 anys. Per cada 100 dones hi havia 109,9 homes. Per cada 100 dones majors de 18 anys, hi ha 115,1 homes.

## Poblacions més properes
El següent diagrama mostra les poblacions més properes.